# Eindhoven Strijp-S vasútállomás
Eindhoven Strijp-S vasútállomás vasútállomás Hollandiában, Eindhoven városában.

## Vasútvonalak
Az állomást az alábbi vasútvonalak érintik:
- Breda–Eindhoven-vasútvonal

## Kapcsolódó állomások
A vasútállomáshoz az alábbi állomások vannak a legközelebb:
- Best vasútállomás
- Eindhoven vasútállomás